# Mary Abukutsa-Onyango
Pour les articles homonymes, voir Onyango.
Mary Oyiela Abukutsa-Onyango (née le 20 février 1959) est une militante humanitaire et une scientifique spécialisée en physiologie végétale. Elle est professeur d'horticulture à la Jomo Kenyatta University of Agriculture and Technology (en) où son travail concerne essentiellement les cultures vivrières indigènes d'Afrique. Abukutsa Onyango étudie la manière dont les légumes indigènes africains peuvent être utilisés pour combattre la malnutrition tout en maintenant un revenu sécurisé pour les agriculteurs malgré les défis posés par le changement climatique.

## Jeunesse
Mary Oyiela Abukutsa-Onyango naît le 20 février 1959 à Ematsuli, au Kenya. Elle est la troisième d'une fratrie de huit enfants nés de Enos Abukutsa Masele et de Rosebella Amumbwe Abukutsa. Elle est baptisée dans l'obédience de l'Église adventiste du septième jour,  à Ilungu, en août 1975, par le pasteur Washington Buka. Durant sa jeunesse au Kenya, elle tombe malade, car elle est allergique aux protéines animales ; sa famille cuisine donc pour elle des plantes, abondantes là où elle vit, telles la morelle africaine (Solanum scabrum), la corète potagère et les feuilles de niébé. L'une de ses grands-mères cuisine ainsi des feuilles de citrouille avec de la pâte d'arachide ou de sésame. Son père, Enos, l'encourage à suivre un parcours universitaire. Elle épouse J.C. Onyango le 3 avril 1987 ; le couple a deux fils, Douglas Ochieng et Anthony Okelo.

## Formation
Mary Abukutsa-Onyango rejoint l'Ematsuli Primary School d'Emuhya, de 1966 à 1972. Elle poursuit ses études à la Bunyore Girls High School, à Wekhomo, de 1973 à 1976, puis à la Ng'iya Girls High School (en) à Ng'iya, en 1977. Elle obtient un Bachelor of Science en agriculture en 1983 à l'université de Nairobi, le Master of Science en agriculture en 1988, toujours à l'université de Nairobi. Elle obtient enfin un doctorat en Olericulture, Plant Physiology and Nutrition, en 1995, au Wye College, qui dépendait à l'époque de l'université de Londres.

## Carrière et travaux
Mary Abukutsa-Onyango s'intéresse aux légumes indigènes africains car elle est touchée par une allergie aux protéines animales lorsqu'elle est jeune ; cela l'amène à poursuivre un cursus en agriculture car elle veut « révéler le potentiel caché des légumes indigènes d'Afrique, ». Elle est impliquée dans la recherche sur ce sujet depuis les années 1990 tant au niveau universitaire qu'au niveau pratique en collaborant avec des agriculteurs. Elle étudie les plantes indigènes du Kenya afin d'envisager la viabilité d'en faire des semences destinées à l'agriculture. Ses recherches montrent que les feuilles d'amarante, les plantes du genre Cleome et la morelle africaine contiennent des quantités importantes de protéines et de fer et qu'elles sont riches en calcium et en vitamines (B9, A, C et E). La manière de cuisiner ces légumes est étudiée par Mary Abukutsa-Onyango afin d'aider à combattre la malnutrition et de permettre de procurer les nutriments et protéines nécessaires à ceux qui ne supportent pas la viande.
Elle est membre de l'African Women in Agricultural Research and Development (AWARD), un programme mis en place pour développer le nombre des femmes scientifiques travaillant sur l'agriculture féminine. Mary Abukutsa-Onyango a été capable d'influencer les législateurs kényans. Ainsi, par exemple, le ministère de la santé a-t-il incité les hôpitaux à utiliser les légumes indigènes dans le régime alimentaire des patients atteints du SIDA.
Elle a publié plus de vingt articles dans des revues scientifiques à comité de lecture et enseigne désormais l'horticulture à la Jomo Kenyatta University of Agriculture and Technology à Juja, au Kenya.

## Engagements
Mary Abukutsa-Onyango milite pour la consommation de plantes indigènes africaines depuis les années 1990. Elle a mené des campagnes d'éducation et travaillé avec des restaurants et des supermarchés afin de permettre d'incorporer plus de légumes indigènes dans le régime alimentaire de la population. Un problème typique est que les gens ne savent pas cuisiner ce type de produit. Elle recherche les recettes oubliées par les nouvelles générations et les teste quant à leur valeur nutritionnelle.
Elle expose que les légumes indigènes ont une valeur nutritionnelle plus élevée que les légumes importés tels que le chou et les épinards. Elle plaide en faveur du retour à ces cultures traditionnelles afin de lutter contre la malnutrition, les maladies et la pauvreté. En 2010, à l'université de Nairobi, à l'occasion d'une rencontre organisée par l'ONG Biolane International, elle évoque la difficulté qu'elle rencontre à publier ses idées et l'importance du libre accès à l'information scientifique.
Mary Abukutsa-Onyango participe à la conférence TED de Nairobi en 2013. Elle y montre le déclin de la consommation de légumes par les Africains et parle de ses projets destinés à promouvoir et commercialiser les légumes indigènes africains. Elle mentionne brièvement les avantages de la culture de ces légumes, tels que leur courte période de croissance, leur adaptation au climat local, leur tolérance au stress et leur valeur nutritionnelle.

## Reconnaissances et récompenses
En 2002, elle reçoit le titre de « scientifique de l'année » décerné par l'International Biographical Centre de  Cambridge, en Angleterre.
En 2007, elle reçoit le CGIAR Science Award for Outstanding Communications décerné par le Consultative Group in Agricultural Research (CGIAR),.
En avril 2009, elle gagne le premier prix à la Young Professionals and Women Scientist Research Competition à Addis-Abeba, en Éthiopie.
Son travail est cité par la secrétaire d'État américaine, Hillary Clinton, le 5 août 2009 lors d'une intervention au centre de recherche KARI-NARL de Nairobi.
En 2014, elle reçoit la médaille de la ville d'Édimbourg pour son engagement à trouver des solutions durables à l'obésité et à la malnutrition en Afrique.

### Citations originales
1. ↑  (en) « unravel the potential hidden in African indigenous vegetables. »